# Aedes africanus
Aedes africanus es una especie de mosquito de la familia Culicidae. Es uno de los vectores del dengue, arbovirus y fiebre amarilla encontrado principalmente en el África tropical excluyendo Madagascar. Aedes africanus se encuentra principalmente en los bosques tropicales, pero no cerca de los humedales. Las larvas se encuentran en huecos de árboles, troncos de bambú, bambú cortados y contenedores artificiales. Las hembras pican al humano y son crepusculares.

## Identificación
Este mosquito tiene rayas blancas y negras distintivas a lo largo de su cuerpo, que ayudan a diferenciar el género de otros en esta familia. Las hembras de esta especie son ectoparásitos y se pueden encontrar con mayor frecuencia en mamíferos que viven en los bosques tropicales de África. La especie africanus se puede distinguir de otros mosquitos del género Aedes por tener escamas blancas en los palpos maxilares, escudo con un parche de grandes escamas blancas y 3 grandes parches blancos en la parte media del fémur.

## Ciclo de vida
Esta especie pone sus huevos en huecos de árboles, bambú cortado, tocones de bambú y horquillas de árboles. En entornos de laboratorio, se observó que las larvas eclosionan mejor a los 27 °C y la cantidad de agua no fue un factor en el desarrollo embrionario, pero la mayoría de las veces se ubicaron dentro de los 2cm de la superficie del agua.

Ciclo de vida de los mosquitos del género Aedes

Los adultos de Aedes africanus se alimentan en el crepúsculo, desde el anochecer hasta el amanecer. Aunque esta especie es vector de muchas enfermedades, debido a que se encuentra principalmente en los bosques los primates son su principal fuente de alimentación de sangre. Los primeros estudios poblacionales indicaron que son más frecuentes en zonas boscosas que en las aldeas circundantes (en áreas boscosas constituyen el 95% de las especies y en las aldeas circundantes el 50%). Cuando las poblaciones son lo suficientemente altas, los mosquitos Toxorhynchites pueden incorporarse como control biológico, ya que parasitan las larvas de africanus en el hábitat de reproducción compartido.

## Importancia médica
Esta especie de mosquito es un vector esencial de la fiebre amarilla en hábitats boscosos. Además de ser un importante vector de la fiebre amarilla, el Aedes africanus también transmite patógenos como el virus del dengue, el virus del Nilo Occidental y el virus de la fiebre del Valle del Rift. También es vector del virus Zika, el agente causal de la fiebre Zika.

## Distribución
Angola, Burkina Faso, Camerún, República Centroafricana, Costa de Marfil, Guinea, Etiopía, Gabón, Kenia, Liberia, Mozambique, Nigeria, Santo Tomé y Príncipe, Senegal, Sudán, Uganda, Zambia y Zaire.